# University of Stellenbosch Business School
De University of Stellenbosch Business School of Universiteit van Stellenbosch Bestuurskool (USB) is de businessschool van de Universiteit Stellenbosch in Bellville, provincie West-Kaap, Zuid-Afrika. De school biedt programma's voor studenten in MBA, Masters of Development Finance, MPhil in Coaching, MPhil in Futures Studies, en PhD graden.

## Taal
In tegenstelling tot de rest van de Afrikaanstalige Universiteit Stellenbosch is de taal van het onderwijs op de University of Stellenbosch Business School slechts eentalig Engels.

## Publicaties
Het USB publiceert het USB Agenda Magazine en het USB Leaders Lab Journal tweemaal per jaar.

## Kwaliteitsclassificatie
In 2010 werd het USB geclassificeerd door het QS Global 200 Business Schools Report als de op vier na beste Businessschool van Afrika en het Midden-Oosten.
Ook werd het USB door de Professional Management Review geclassificeerd als beste Businessschool van Zuid-Afrika.
De Financial Times classificeerde het USB in 2010 op de 62de plaats van de 100 beste Businessschools ter wereld.